# Conidiobolus rugosus
Conidiobolus rugosus är en svampart som beskrevs av Drechsler 1955. Conidiobolus rugosus ingår i släktet Conidiobolus och familjen Ancylistaceae.   Inga underarter finns listade i Catalogue of Life.